# Nong Kung Si (huyện)
Nong Kung Si (tiếng Thái: หนองกุงศรี) là một huyện (‘‘amphoe’’) ở phía tây của tỉnh Kalasin, đông bắc Thái Lan.

## Lịch sử
Chính phủ Thái Lan đã tách Tambon Nong Kung Si và Khok Khruea từ Tha Khantho và lập tiểu huyện (King Amphoe) Nong Kung ngày 14 tháng 9 năm 1973. Sau này Tambon Nong Bua của Sahatsakhan được chuyển sang trực thuộc tiểu huyện này năm 1975. Tiểu huyện này đã được nâng thành huyện ngày 25 tháng 3 năm 1979.

## Địa lý
Các huyện giáp ranh (từ đông bắc theo chiều kim đồng hồ) là Sam Chai, Sahatsakhan, Mueang Kalasin, Yang Talat, Huai Mek của tỉnh Kalasin, Kranuan của tỉnh Khon Kaen, Tha Khantho của tỉnh Kalasin và Wang Sam Mo của tỉnh Udon Thani.

## Hành chính
Huyện này được chia thành 9 phó huyện (tambon), các đơn vị này lại được chia thành 111 làng (muban). Có hai thị trấn (thesaban tambon) - Nong Hin nằm trên một phần của tambon Nong Hin và Dong Mun, và một số khu vực của Nong Kung Si nằm ở tambon Lam Nong Saen. Ngoài ra có 8 tổ chức hành chính tambon (TAO).
| Số TT | Tên           | Tên tiếng Thái | Số làng | Dân số |  |
| ----- | ------------- | -------------- | ------- | ------ |  |
| 1.    | Nong Kung Si  | หนองกุงศรี       | 13      | 7.698  |  |
| 2.    | Nong Bua      | หนองบัว         | 13      | 7.048  |  |
| 3.    | Khok Khruea   | โคกเครือ        | 15      | 10.485 |  |
| 4.    | Nong Suang    | หนองสรวง       | 11      | 5.501  |  |
| 5.    | Sao Lao       | เสาเล้า         | 14      | 5.795  |  |
| 6.    | Nong Yai      | หนองใหญ่        | 15      | 8.169  |  |
| 7.    | Dong Mun      | ดงมูล           | 13      | 9.153  |  |
| 8.    | Lam Nong Saen | ลำหนองแสน      | 8       | 5.794  |  |
| 9.    | Nong Hin      | หนองหิน         | 9       | 5.878  |  |